# Saint-Paul-Cap-de-Joux
Saint-Paul-Cap-de-Joux är en kommun i departementet Tarn i regionen Occitanien i södra Frankrike. Kommunen ligger i kantonen Saint-Paul-Cap-de-Joux som tillhör arrondissementet Castres. År 2022 hade Saint-Paul-Cap-de-Joux 1 060 invånare.

## Befolkningsutveckling
Antalet invånare i kommunen Saint-Paul-Cap-de-Joux
| Referens: INSEE |